# Fernando Meirelles
Fernando Ferreira Meirelles (ur. 9 listopada 1955 w São Paulo) – brazylijski reżyser, scenarzysta i producent filmowy.

## Życiorys
Meirelles studiował architekturę na uniwersytecie w swym rodzinnym mieście. Już w czasie studiów, wspólnie z kolegami, kręcił eksperymentalne filmy. W latach 80. pracował jako producent telewizyjny, na początku następnej dekady był jednym z założycieli firmy producenckiej o2 Filmes. Sam zaczął reżyserować pełnometrażowe filmy fabularne pod koniec lat 90.
Uznanie na całym świecie przyniosło mu zrealizowane w 2002 Miasto Boga, będące ekranizacją powieści Paulo Linsa o tym samym tytule. Ukazujący brutalne realia życia w fawelach film zdobył m.in. cztery nominacje do Oscara. Jedną z nich, za najlepszą reżyserię, otrzymał Meirelles.
W 2005 nakręcił równie głośnego Wiernego ogrodnika na podstawie książki Johna le Carré, z Rachel Weisz i Ralphem Fiennesem w rolach głównych.

## Filmografia

### Reżyser
- Menino Maluquinho 2: A Aventura (1998)
- Służące (2001)
- Miasto Boga (2002)
- Wierny ogrodnik (2005)
- Miasto ślepców (2008)
- 360. Połączeni (2011)
- Rio, I Love You (2014) - segment A Musa
- Dwóch papieży (2019)